# Ever Changing Times
Albums de Steve Lukather
Santamental
(2003) All's Well That Ends Well
(2010)
Ever Changing Times est un album studio du guitariste américain, Steve Lukather, enregistré en 2007 et sorti en 2008. Il s'agit du premier album solo du guitariste, chanteur après son départ de Toto

## Titres de l'album
1. Ever Changing Times - 5 min 29 s
2. The Letting Go - 5 min 52 s
3. New World - 4 min 32 s
4. Tell Me What You Want From Me - 5 min 13 s
5. I Am - 3 min 15 s
6. Jamming With Jesus - 5 min 55 s
7. Stab In The Back - 5 min 59 s
8. Never Ending Nights - 5 min 35 s
9. Ice Bound - 4 min 19 s
10. How Many Zeros - 4 min 33 s
11. The Truth - 3 min 50 s

## Musiciens
- Steve Lukather - Chants, guitares
- Trevor Lukather - guitares, riff guitare (4), Chœurs (3 & 6)
- Tina Lukather - Chœurs
- Abe Laboriel Jr. - Batteries
- John Pierce - basse (1)
- Leland Sklar - basse (2, 3, 5-9)
- Lenny Castro - percussion (2, 6-10)
- Steve Porcaro - Claviers, Arrangements (11)
- Joseph Williams - Chœurs (1, 3, 6, 8 & 9)
- Bill Champlin - Chœurs (6 & 10)
- Bernard Fowler - Chœurs (3 & 6)
- Phil Soussan - basse (4)
- Steve Weingart - Claviers (7), Solo sur (9)
- Jeff Babko - Claviers (1 - 10)
- Randy Goodrum - Claviers (1, 2, 5 & 10)
- Greg Mathieson - hammond organ (6 & 7)
- Steve Macmillan - Claviers (1, 3, 5 & 9)
- Olle Romo - Claviers (8)
- Jyro Xhan - Effet claviers atmosphère (1)
- Sharolette Gibson - Chœurs (6)